# Dlouhá Louka (Lužany)
Dlouhá Louka je malá vesnice, část obce Lužany v okrese Plzeň-jih v Plzeňském kraji. Nachází se asi 2,5 kilometru západně od Lužan. Je zde evidováno 47 adres. V roce 2011 zde trvale žilo 97 obyvatel.
Dlouhá Louka leží v katastrálním území Dlouhá Louka u Lužan o rozloze 2,4 km².

## Historie
První písemná zmínka o vesnici pochází z roku 1789.

## Obyvatelstvo
| Rok            | 1869 | 1880 | 1890 | 1900 | 1910 | 1921 | 1930 | 1950 | 1961 | 1970 | 1980 | 1991 | 2001 | 2011 | 2021 |
| -------------- | ---- | ---- | ---- | ---- | ---- | ---- | ---- | ---- | ---- | ---- | ---- | ---- | ---- | ---- | ---- |
| Počet obyvatel | 192  | 233  | 193  | 190  | 209  | 213  | 204  | 172  | 132  | 116  | 71   | 51   | 60   | 97   | 122  |
| Počet domů     | 33   | 35   | 36   | 34   | 35   | 35   | 34   | 38   | 38   | 33   | 24   | 37   | 39   | 44   | 52   |

## Obecní správa
Při sčítání lidu v letech 1850–1929 Dlouhá Louka byla osadou obce Lužany v okrese Přeštice. V letech 1930–1959 byla samostatnou obcí v okrese Přeštice. Od roku 1960 je opět částí obce Lužany v okrese Plzeň-jih.